# 금학동 (공주시)
금학동(金鶴洞)은 대한민국 충청남도 공주시의 법정동,행정동이다.

## 개요
금학동은 도시(주거)지역과 농촌마을이 복합된 지역으로 부여방면의 국도 제40호선과 백제큰길, 논산천안고속도로 남공주 나들목, 백제큰길 등이 통과하는 육로교통의 중심지이다. 또한 제민천이 발원되며, 맑고 푸른 수려한 자연 경관속에 도심권과 근접되어 쾌적한 주거환경여건을 갖추었으며, 우금치 동학혁명군 전적지, 남혈사지, 숙종대왕 태실비등 역사유적지가 산재된 지역이다. 지역특산물로는 계룡백일주가 유명하며, 검상농공단지에서 각종 전자제품을 비롯한 첨단제품들이 활발히 생산되고 있다.

## 행정 구역
- 금학동
- 주미동
- 봉정동
- 태봉동
- 오곡동
- 검상동